# Acta diurna urbis
Acta diurna urbis vagy acta diurna populi, acta rerum urbanorum: napi események, nyilvános közlemények a római senatus határozatairól, a császárok, tisztviselők ténykedéséről, építkezésekről, születésnapokról, az udvari élet eseményeiről. Az acta urbist magánvállalkozók másolták le sok példányban, s ők küldték szét Itália többi részébe, illetve a távolabbi provinciákba. Az acta urbist tekinthetjük a történelem első, hagyományos értelemben vett napilapjának. Példánya még töredékesen sem maradt fenn, először a Római Köztársaság idején, Kr. e. 151 körül jelent meg.

## További irodalom
- Ókori lexikon I–II. Szerk. Pecz Vilmos. Budapest: Franklin Társulat. 1902–1904.
- Encyclopaedia Britannica 1911: Acta Diurna